# Volnice
Volnice je u řeckokatolíků a pravoslavných den, kdy se namísto obvyklého půstu nepostí.
Ve Slovenské řeckokatolické církvi a Pravoslaví je volnice 4x do roka.
- týden po neděli mýtníka a farizeje
- Světlý týden
- týden po svátku Padesátnice
- 10 dní po svátku Narození Ježíše Krista

Když nějaký svátek (velký či střední s bděním) připadně na středu anebo pátek, je v tomto dni také volnice, u pravoslavných je to zmírnění postu.